# Hemixos castanonotus
El bulbul castaño (Hemixos castanonotus) es una especie de ave paseriforme de la familia Pycnonotidae propia de China y Vietnam.

## Distribución y hábitat
Es originario del sur de China y el norte de Vietnam. Su hábitat natural son los bosques húmedos de las tierras bajas subtropicales.